# Torneo de las Cuatro Naciones 1898
El Torneo de las Cuatro Naciones de 1898 (Home Nations Championship 1898) fue la 16° edición del principal Torneo del hemisferio norte de rugby.
El torneo se declaró desierto al no completarse el partido entre Escocia y Gales.

## Clasificación
| Lugar | Selección  | Partidos | Partidos | Partidos  | Partidos | Puntos  | Puntos    | Puntos | Tabla de puntos |
| Lugar | Selección  | Jugados  | Ganados  | Empatados | Perdidos | A favor | En contra | dif.   | Tabla de puntos |
| ----- | ---------- | -------- | -------- | --------- | -------- | ------- | --------- | ------ | --------------- |
| 1     | Inglaterra | 3        | 1        | 1         | 1        | 23      | 19        | +4     | 3               |
| 2     | Escocia    | 2        | 1        | 1         | 0        | 11      | 3         | +8     | 3               |
| 3     | Gales      | 2        | 1        | 0         | 1        | 18      | 17        | +1     | 2               |
| 4     | Irlanda    | 3        | 1        | 0         | 2        | 12      | 25        | -13    | 2               |

## Resultados
| 5 de febrero | Inglaterra | 6 - 9 | Irlanda | Richmond, |  |

| 19 de febrero | Irlanda | 0 - 8 | Escocia | Belfast, |  |

| 12 de marzo | Escocia | 3 - 3 | Inglaterra | Edimburgo, |  |

| 12 de marzo | Irlanda | 3 - 11 | Gales | Limerick, |  |

| 2 de abril | Inglaterra | 14 - 7 | Gales | Londres, |  |

|  | Escocia | No terminado | Gales |  |  |